# Hemibates stenosoma
Hemibates stenosoma là loài cá nước ngọt nhiệt đới duy nhất thuộc chi Hemibates trong họ Cá hoàng đế. Loài này được mô tả lần đầu tiên vào năm 1901.

## Phân bố và môi trường sống
H. stenosoma là loài đặc hữu của hồ Tanganyika, thuộc lãnh thổ các quốc gia: Burundi, Cộng hòa Dân chủ Congo, Tanzania và Zambia. Loài này ưa sống ở những nơi đáy bùn có kết hợp với đá ngầm.
H. stenosoma, Lates mariae và Chrysichthys stappersii là 3 loài cá tầng đáy phổ biến nhất ở các bãi đá ngầm phía nam của hồ Tanganyika. Mặc dù giới hạn mức oxy của H. stenosoma chỉ ở độ sâu là 20 m, loài này lại được tìm thấy phổ biến ở độ sâu khoảng 80 đến 200 m.
Nhiều loài cá hoàng đế sống trong hồ, kể cả H. stenosoma, đều sống dưới nước sâu vào ban ngày. Chúng chỉ bơi lên khu vực nông hơn vào ban đêm.

## Mô tả
H. stenosoma trưởng thành dài khoảng 30 cm. Thân của H. stenosoma có màu xám bạc. Chúng là loài dị hình giới tính; cá đực có thể phân biệt với cá mái qua những đốm đen trên thân của nó, đặc biệt là ở phần thân sau và trên vây đuôi. Vây bụng và vây hậu môn có màu đen.
H. stenosoma thường sống thành đàn và di cư theo mùa đến các vùng cạn ven bờ. Thức ăn chủ yếu của loài này là các loài cá nhỏ (kể cả con của nó), thường là họ Cá mòi và tôm tép.
H. stenosoma ấp trứng bằng miệng. Cá con sẽ chui vào miệng cá bố mẹ nếu gặp nguy hiểm.